# Giovanni Antonio Boretti
Giovanni Antonio Boretti (um 1640 in Rom – 29. Dezember 1672 in Venedig) war ein italienischer Opernsänger der Stimmlage Bass und Komponist, der hauptsächlich für seine acht Opern bekannt ist.

## Leben und Werk
Über Boretti ist im Wesentlichen nur bekannt, was in den Vorreden zu den Libretti seiner Opern erwähnt wird. Gesichert ist seine römische Herkunft. Möglicherweise war Guid’Antonio Boretti aus Gubbio, tätig in Rom von 1619 bis 1646, erwähnt als Sänger der Oper La maga fulminata (Venedig 1638), sein Vater.
Verbürgt ist seine Tätigkeit als Sänger durch die Vorreden der Oper Le fortune di Rodope e Damira (Pietro Andrea Ziani, Turin 1662) und seines eigenen Werkes Alessandro Amante (1667). Er soll von 1659 bis 1661 an der Basilika Sant’ Antonio in Padua gesungen haben.
Seine erste Oper – La Zenobia (1666) – war auch die erste des Librettisten Matteo Noris. Sie handelte von Septimia Zenobia, Königin von Palmyra, die im dritten Jahrhundert lebte. Die Uraufführung fand am Teatro San Cassiano statt, wo ab 1659 üblicherweise Komödien gespielt wurden. Das Werk ist Filippo Giuliano Mazarin Mancini gewidmet. Dem Libretto ist zu entnehmen, dass Boretti in der Rolle des Satrapenkönigs auftrat und dass die Kulissen von Francesco Santurini (1627–1682) gemalt wurden.
Für die venezianische Karnevalsaison 1667/68 war am Teatro Santi Giovanni e Paolo die Oper Eliogabalo von Francesco Cavalli angekündigt, ein Drama über den römischen Kaiser Elagabal. Die Premiere wurde jedoch kurzfristig abgesagt. Stattdessen wurde Borettis Eliogabalo mit einem neuen Libretto von Aurelio Aureli gegeben. Während bei Cavalli der wollüstige und ausschweifende Kaiser am Ende ermordet wird, überlebt er in Borettis Fassung und bereut seine Taten. Die Cavalli-Version wurde 1999 in Crema uraufgeführt und danach u. a. in Brüssel, Innsbruck, Paris und Amsterdam vorgestellt. Borettis Oper hingegen ist bislang vergessen.
Ab 3. April 1672 war Boretti als Vize-Kapellmeister am Hofe von Parma verpflichtet. Am 17. Dezember desselben Jahres arbeitete er in Venedig noch an der Vorbereitung seiner letzten Oper Domitiano, deren Uraufführung laut Libretto zusammen mit der Wiederaufführung des Claudio Cesare für den 27. Dezember vorgesehen war, aber offenbar verschoben wurde. Boretti starb am 29. Dezember, die Uraufführung fand am Tag danach statt. Darüber berichtete der Librettist Pietro Dolfin (1636–1709) in einem Brief an Johann Friedrich von Braunschweig-Lüneburg vom 30. Dezember 1672, der sich heute im Hauptstaatsarchiv Hannover befindet.
Postum gelangte seine Oper Eliogabalo auch in seiner Geburtsstadt Rom zur Aufführung, am 4. Januar 1673 im Teatro Tordinona. Dieses Werk wurde 1687 erneut in Venedig gezeigt, allerdings unter einem anderen Titel.

## Opern
Alle Werke gelangten in Venedig zur Uraufführung.
- La Zenobia (Libretto: Matteo Noris), 3 Akte (18. Januar 1666)[3]
- Alessandro amante (anonyme Bearbeitung des Librettos von Giacinto Andrea Cicognini: Gli amori di Alessandro magno e di Rossane, 1651), Prolog und 3 Akte (30. Januar 1667; urn:nbn:de:bvb:12-bsb10578599-9)[8]
- Eliogabalo (Aurelio Aureli), 3 Akte (30. Dezember 1667 im Teatro Santi Giovanni e Paolo; Libretto datiert 10. Januar 1668; des Weiteren am 4. Januar 1673 in Rom im Teatro Tordinona, 1687 erneut in Venedig als Il vitio depresso e la virtù coronata)[9]
- Marcello in Siracusa (Libretto: Matteo Noris), 3 Akte (Karneval 1670)
- L’Ercole in Tebe (Libretto: Giovanni Andrea Moniglia, bearbeitet von Aurelio Aureli), 3 Akte (12. oder 13. Dezember 1670 im Teatro Vendramin; 1688 in Piacenza als L'Ercole trionfante)
- Dario in Babilonia (Libretto: Francesco Beverini), 3 Akte (26. Januar 1671)[10]
- Claudio Cesare (Libretto: Aurelio Aureli), 3 Akte (14. Dezember 1671; erneut 27. Dezember 1672)[11]
- Domitiano (Libretto: Matteo Noris), 3 Akte (30. Dezember 1672)[12]

## Moderne Ausgaben
- L’Ercole Trionfante von B. Sabadini / G. A. Boretti / A. Aureli / Partitur. Series "Civiltà Musicale Farnese"-II° Bearbeitung von M. G. Genesi, pp. 840 und Instrumental Separated Orchestral Parts (13).